# Alaska Wilderness Lake
Alaska Wilderness Lake ist ein US-amerikanischer Dokumentarfilm aus dem Jahr 1971.

## Handlung
Der Naturforscher Theodore Walker begibt sich auf eine achtmonatige Expedition auf die Baranof-Insel, eine gebirgige Insel in Alaskas Südwesten. Er schlägt sein Lager am Ufer des langgezogenen Eva-Sees auf und studiert dort Fauna und Flora. Von der Schneeschmelze im Frühling bis zum ersten Schneefall im Herbst dokumentiert Walker das Leben in und um den See herum. Er filmt mit Kameras an Land und auch unter Wasser.
Walker beobachtet Lachse, Forellen, Salamander, Elche, Bären, Killerwale, Robben und Adler. Neben seiner Beobachtung der Tier- und Pflanzenwelt dokumentiert Walker auch seinen eigenen Wandel von einem Stadtmenschen zu einem Waldläufer.

## Auszeichnungen
1972 wurde der Film in der Kategorie Bester Dokumentarfilm für den Oscar nominiert.

## Hintergrund
Die Premiere fand am 12. November 1971 im Naturgeschichtlichen Museum von Los Angeles statt.